# Most Ananuri
Most Ananuri (gruz.: ანანურის ხიდი, ananuris khidi) je most preko rijeke Aragvi koji se nalazi 72 km zapadno od Tbilisija, glavnog grada Gruzije. Most veže gruzijsku vojnu cestu koja prolazi kroz slikovite povijesne komplekse dvorca u Ananuriju. Most je vidljiv iz dvorca.